# 光州広域市都市鉄道公社1000系電車
光州広域市都市鉄道公社1000系電車（クァンジュこういきしとしてつどうこうしゃ1000けいでんしゃ）は、光州交通公社の直流用通勤形電車。
4両編成23本が製造され、光州交通公社1号線で使用されている。

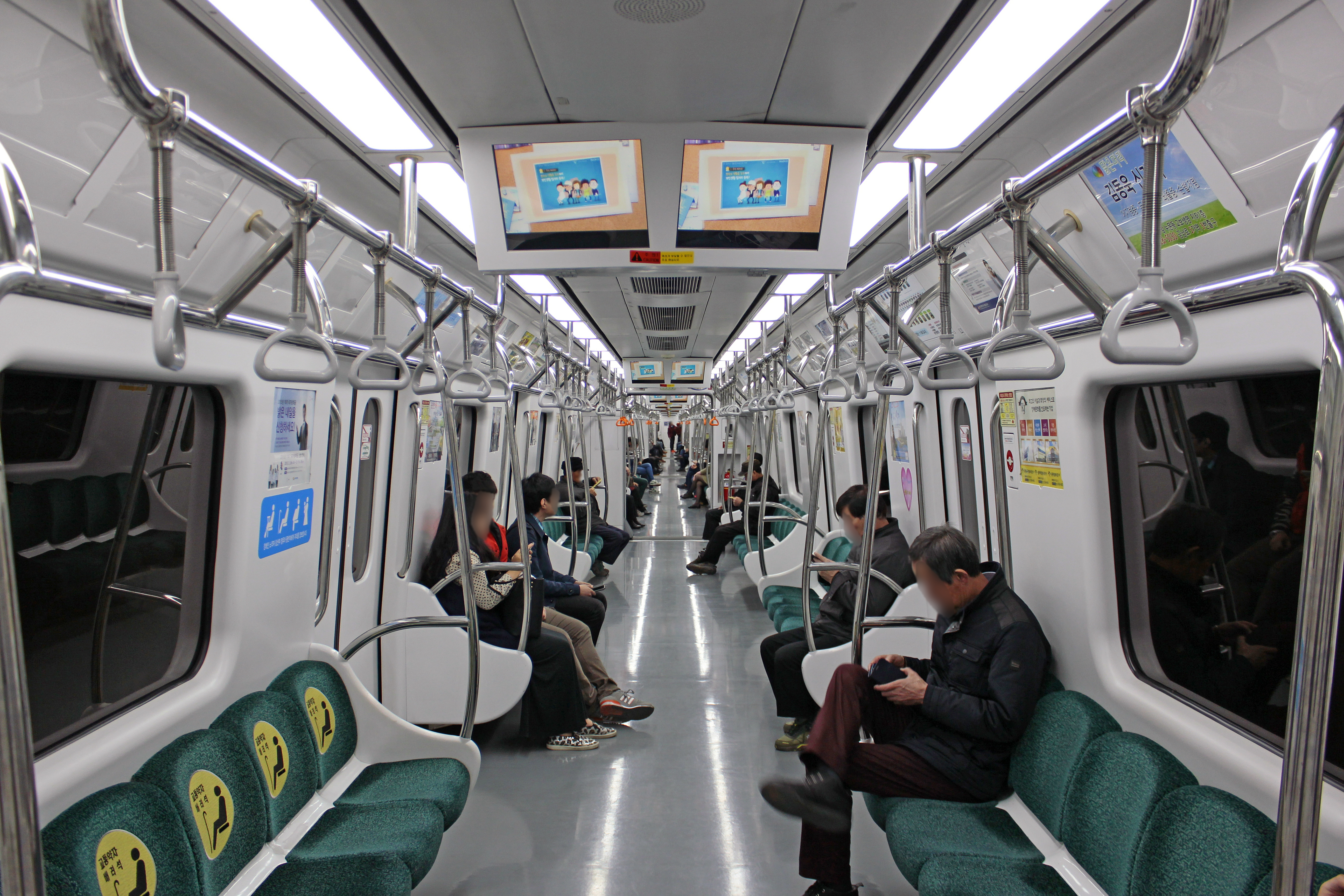
車内の様子

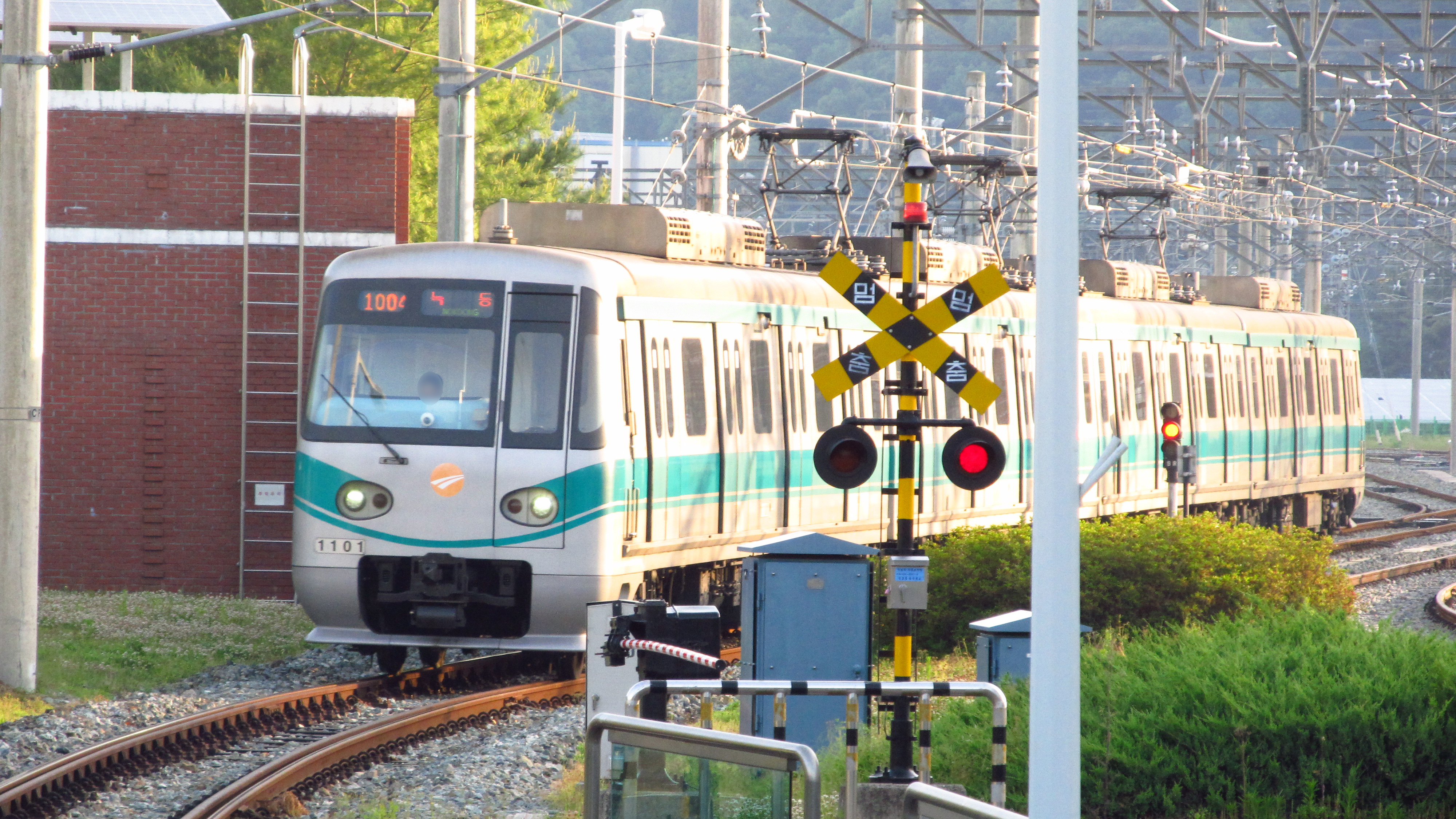
鹿洞駅に進入する様子

## 概要
光州広域市初の地下鉄車両として2002年から2003年に1次車（4両編成13本）が製造された。2006年から2007年には平洞駅までの延伸に対応して2次車（4両編成10本）が製造された。
車体は韓国初のアルミ合金製であり、軽量化が図られている。

## 編成
平洞方から1000形(Tc)-1700形(M1)-1200形(M2)-1100形(Tc)の順で構成される。

## 改造
座席生地の不燃化
2003年に発生した大邱地下鉄放火事件を受けて、2004年から2005年にかけて1次車の座席生地が不燃材に交換された。2次車の座席は当初より、不燃材が使用されている。
車内照明のLED化
車内照明は当初、蛍光灯が採用されたが、LED照明に換装されている。
側面行先表示器の撤去
製造当初は側面にも行先表示器が設置されていたが、ホームドアの設置に伴い撤去され、光州広域市都市鉄道公社のロゴが貼られている。